# I liga 2001-2002 (calcio a 5)
Il Campionato polacco di calcio a 5 2001/2002 è stato l'ottavo campionato polacco di calcio a 5, disputato nella stagione 2001/2002 e che ha visto imporsi per la terza volta il Clearex Chorzów.
| Pos | Squadra              | Pti | G  | V  | N | P  | GF  | GS  |
| --- | -------------------- | --- | -- | -- | - | -- | --- | --- |
| 1   | Clearex Chorzów      | 60  | 20 | 20 | 0 | 0  | 143 | 61  |
| 2   | Baustal Kraków       | 51  | 20 | 17 | 0 | 3  | 140 | 68  |
| 3   | P.A. Nova Gliwice    | 38  | 20 | 12 | 2 | 6  | 104 | 77  |
| 4   | Rekord Bielsko-Biała | 28  | 20 | 9  | 1 | 10 | 84  | 87  |
| 5   | Unisoft Gdynia       | 28  | 20 | 9  | 1 | 10 | 113 | 117 |
| 6   | Cuprum Polkowice     | 27  | 20 | 8  | 3 | 9  | 99  | 113 |
| 7   | Jango Gliwice        | 23  | 20 | 7  | 2 | 11 | 63  | 85  |
| 8   | Team Legnica         | 22  | 20 | 6  | 4 | 10 | 75  | 116 |
| 9   | Skala Inter Tychy    | 17  | 20 | 5  | 2 | 13 | 70  | 95  |
| 10  | Irex Sosnowiec       | 15  | 20 | 4  | 3 | 13 | 76  | 102 |
| 11  | FRIB-EX Ruda Śląska  | 11  | 20 | 3  | 2 | 15 | 76  | 122 |

|  | Campione   |
|  | Retrocessa |